# Sylvia Flores
Cet article possède des homonymes et des paronymes, voir Flores.
Sylvia Flores, née en 1951 et morte le 6 décembre 2022 à 71 ans, est une femme politique bélizienne.

## Carrière
Elle naît à Dangriga et est élevée par son beau-père, puis devient professeure d'espagnol en lycée à Dangriga. Plus tard, elle obtient une licence d'économie et sciences politiques au Hunter College, aux États-Unis. En 1983, de retour au Bélize, elle est nommée juge de paix. En 1988, elle est élue maire de Dangriga et effectue deux mandats à ce poste. 
En 1998, Sylvia Flores devient présidente de la Chambre des représentants. En 2001, elle devient présidente du Sénat. En 2003, elle est élue députée de Dangriga, puis ministre de la Défense et des Urgences nationales. En 2005, elle devient ministre du Développement humain et des Femmes. Elle prend ensuite sa retraite politique et reprend l'enseignement.

## Prix et distinctions
En 2013, Sylvia Flores est nommée Femme de l'année par l'ambassade américaine au Belize.